# Tekken X Street Fighter
Tekken X Street Fighter (яп. 鉄拳 Ｘ ストリートファイター Тэккэн Куросу Сутори:то Файта:, читается как Tekken «cross» Street Fighter) — видеоигра в жанре файтинг, разрабатывавшаяся компанией Bandai Namco Games, в 2016 году разработка была остановлена, но, по заверениям руководителя Кацухиро Харады, не отменена полностью. Этот проект должен был объединить франшизы Tekken и Street Fighter в совместной игре во второй раз, после Street Fighter X Tekken.

## Разработка
Tekken X Street Fighter была анонсирована 24 июля 2010 года в Сан-Диего на выставке Comic-Con, вместе с Street Fighter X Tekken. Игровой процесс игры будет напоминать серию Tekken, преимущественно на основе пятой и шестой части.
Геймплей в версии от Namco на стадии раннего развития. Во время анонса игры на Comic-Con не было показано ни видео, ни скриншотов. Кацухиро Харада раскрыл некоторые подробности на мероприятии GamesCom, где были продемонстрированы модели Рю и Пола Феникса. Но при этом Харада заявил, что до сих пор не созданы некоторые персонажи и не написан сюжет. По его словам, эта версия кроссовера выйдет только после версии от Capcom.
12 июня 2015 года стало известно, что разработка игры всё ещё продолжается. Об этом рассказал сам Кацухиро Харада на выставке San Diego Comic-Con 2015.
22 апреля 2016 года Харада объявил, что разработка Tekken X Street Fighter заморожена.
В мае 2019 года Харада заявил, что он всё ещё хочет выпустить игру, но его чувства "логики и бизнеса" заставляют его задумываться, стоит ли ему, ведь Tekken 7 и Street Fighter V имеют огромной успех, а выход Tekken X Street Fighter мог разделить комьюнити обеих игр. Он также заявил, что до момента заморозки проекта игра была готова примерно на 30%. В декабре 2019-го Харада в своё личном аккаунте в Твиттере спросил фанатов, действительно ли они хотят, чтобы Tekken X Street Fighter вышла в свет.